# Daniël Noteboom
Pour les articles homonymes, voir Noteboom.
Daniël Noteboom est un joueur d'échecs néerlandais né le 26 février 1910 à Noordwijk (Hollande-Méridionale) et mort le 12 janvier 1932 à Londres. Il fut remarqué à vingt ans grâce à sa performance lors de l'olympiade d'échecs de 1930 à Hambourg où il marqua 11,5 points sur 15.

## La variante Noteboom
Lors de l'olympiade de Hambourg, Noteboom remporta le deuxième prix de beauté pour sa partie contre le français André Voisin. Dans cette partie, il  utilisait une variante de la défense semi-slave qui porte aujourd'hui son nom, la variante Noteboom, ou Abrahams-Noteboom (la variante avait déjà été jouée par l'Américain Gerald Abrahams en 1925) :
1. d4 d5 2. c4 e6 3. Cc3 c6 4. Cf3 dxc4 5. a4 Fb4.
Noteboom utilisa avec succès son système l'année suivante. Malheureusement, pendant le tournoi d'Hastings, en janvier 1932, Noteboom attrapa une pneumonie aiguë et mourut avant d'avoir eu 22 ans.

## Carrière aux échecs
Lors de sa courte carrière, de 1927 à 1931, Noteboom multiplia les participations aux tournois. Il remporta un tournoi à Leyde en 1927. En 1928, il finit quatrième du Master Open du 21e congrès britannique à Tenby en juillet, fit match nul avec Salo Landau en 1928 à Leyde, puis termina cinquième ex æquo du tournoi de réserve de Hastings 1928-1929 remporté par Herman Steiner. L'année suivante, il fut quatrième du Master Open du 22e congrès britannique à Ramsgate en juillet-août 1929. Lors du tournoi d'Hastings Premier Reserves de 1929-1930, il marqua 3,5 points sur 8 et finit 6e-8e, ex æquo avec C. H. O'D. Alexander.
En février 1930, Noteboom remporta le tournoi mineur de Nice avec 8,5 points sur 9. Pendant l'été 1930, il termina deuxième du Major Open du 23e congrès britannique à Scarborough (Yorkshire du Nord) en juin-juillet, puis participa en juillet à l'olympiade de Hambourg (les Pays-Bas finirent septième)  et finit deuxième en août du tournoi de Rotterdam derrière Xavier Tartakover. Lors du tournoi d'Hastings 1930-1931, il fut 3e-4e du tournoi Premier Reserves remporté par Salo Flohr. En février-mars 1931, Noteboom participa au tournoi de Nice et finit quatrième. En août 1931, il fut 4e-6e du tournoi de Brno en Tchécoslovaquie remporté par Flohr et troisième du tournoi de Rotterdam remporté par Euwe et Landau. En novembre-décembre 1931, il finit 6e-7e du tournoi de Berlin remporté par Ludwig Rellstab devant Richter. Pendant l'année 1931, il perdit un match contre Euwe à Amsterdam (1,5 à 4,5) et disputa deux matchs contre Landau (une victoire et une défaite) à Rotterdam. Lors de l'olympiade d'échecs de 1931 à Prague, il jouait au deuxième échiquier et marqua 9,5 points sur 17. Lors du tournoi d'échecs d'Hastings 1931-1932, il remporta le troisième prix du Premier Reserves.

## Mémorial Noteboom
Depuis 1936 est organisé chaque année à Noordwijk (Hollande-Méridionale) ou à Leyde un tournoi, la coupe Noteboom en la mémoire de Noteboom. Ce tournoi, le plus ancien encore disputé aux Pays-Bas, a été remporté par Max Euwe (en 1936 et 1949), Mikhaïl Botvinnik (en 1965) et Jan Timman (en 1967). Depuis 1979, le tournoi comprend un  open organisé suivant le système suisse pendant un week-end de février où participent de nombreux grands maîtres internationaux ainsi qu'un tournoi entre quatre des meilleurs joueurs néerlandais, le Corpus Vierkamp.